# استخبارات الإشارات

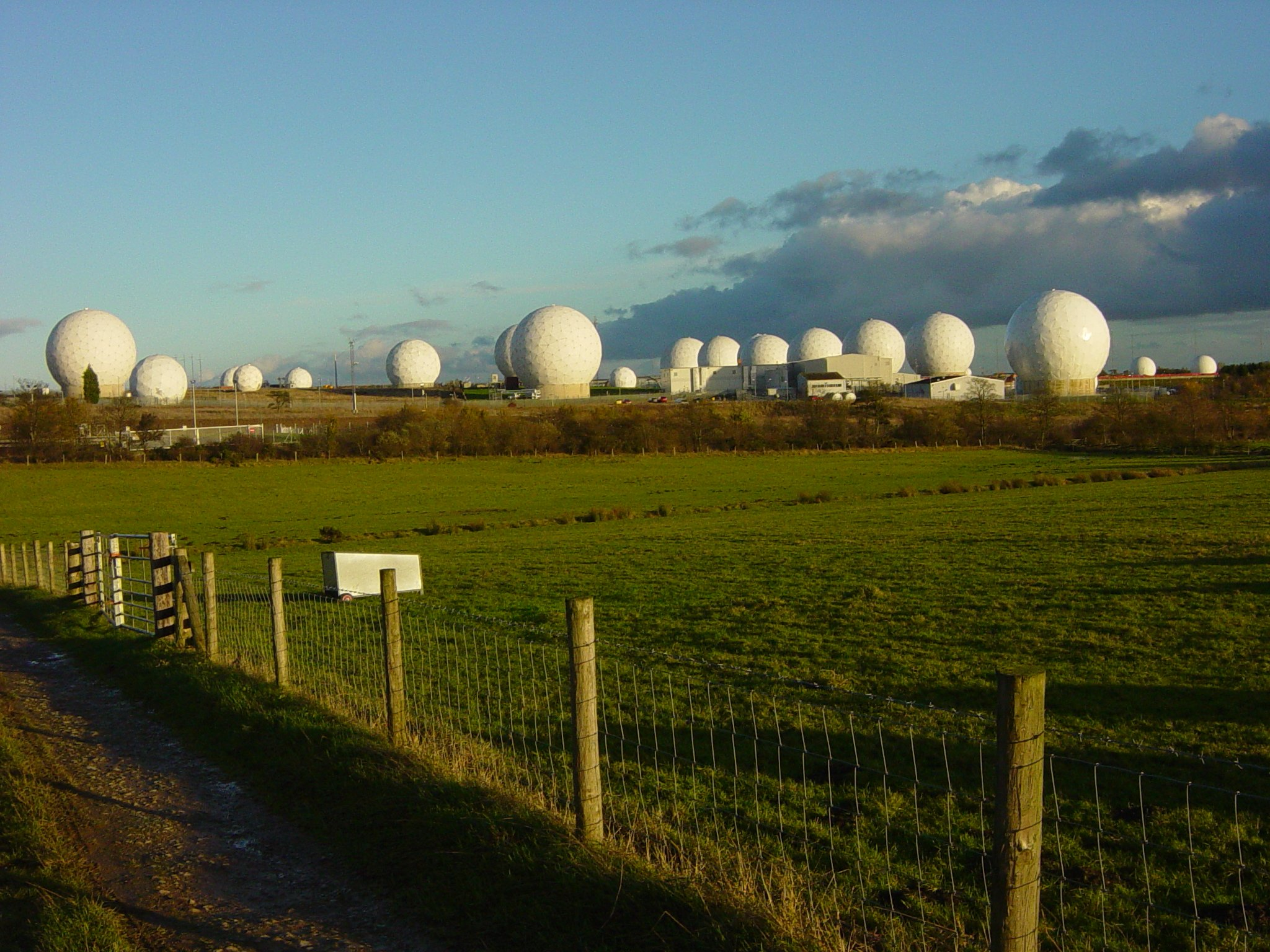
سلاح الجو الملكي مينويث هيل, موقع كبير في المملكة المتحدة جزء من إيكيلون و اتفاقية المملكة المتحدة والولايات المتحدة

استخبارات الإشارات هي عملية جمع المعلومات الاستخباراتية عن طريق اعتراض الإشارات سواء تلك المتعلقة بالاتصالات البعدية بين الناس والتي تعرف باستخبارات الاتصالات أو بالإشارات الكهيربية غير المتعلقة مباشرة بالاتصالات البعدية والمعروفة بالاستخبارات الكهيربية. تعتبر استخبارات الإشارات مجموعة جزئية من إدارة جمع المعلومات الاستخباراتية.
عادة ما يتم تشفير المعلومات الحساسة والتي يتم تحليلها لكشف ماهيتها ومحتواها. تحليل حركة المرور هي دراسة تبادل الإشارات وكم تلك الإشارات. أيضا يمكن استعمال تحليل حركة المرور لاستخلاص المعلومات المشفرة.

## تاريخ

### المنشأ
ظهرت الاعتراضات الإلكترونية في وقت مبكر من عام 1900، خلال حرب البوير من 1899-1902. قامت البحرية الملكية البريطانية بتركيب أجهزة لاسلكية أنتجها ماركوني على متن سفنهم في أواخر تسعينيات القرن التاسع عشر واستخدم الجيش البريطاني بعض التأشير اللاسلكي المحدود. استولى البوير على بعض الأجهزة اللاسلكية واستخدموها لإجراء عمليات إرسال حيوية. نظرًا لأن البريطانيين كانوا الوحيدين الذين يرسلون في ذلك الوقت، لم يكن هناك حاجة إلى تفسير خاص للإشارات التي اعترضها البريطانيون.
يعود تاريخ ولادة استخبارات الإشارات بالمعنى الحديث إلى الحرب الروسية اليابانية 1904-1905. مع استعداد الأسطول الروسي للصراع مع اليابان عام 1904، اعترضت السفينة البريطانية إيتش إم إس ديانا المتمركزة في قناة السويس الإشارات اللاسلكية للبحرية الروسية المرسلة لتحريك الأسطول، ولأول مرة في التاريخ.

### التطوير في الحرب العالمية الأولى
على مدار الحرب العالمية الأولى، وصلت الطريقة الجديدة لاستخبارات الإشارات إلى مرحلة النضج. أدى الفشل في حماية اتصالاته بصورة صحيحة إلى الإضرار بالجيش الروسي في تقدمه في وقت مبكر من الحرب العالمية الأولى وإلى هزيمته الكارثية من قبل الألمان تحت قيادة لودندورف وهيندنبورغ في معركة تاننبرغ. في عام 1918، حصل كادر الاعتراض الفرنسي على رسالة مكتوبة بتشفير ADFGVX الجديد، والذي شُفر من قبل جورج بينفين. أعطى هذا الحلفاء تحذيرًا مسبقًا من هجوم الربيع الألماني عام 1918.
بنى البريطانيون على وجه الخصوص خبرة كبيرة في مجال استخبارات الإشارات وفك التشفير الناشئ حديثًا. عند إعلان الحرب، قطعت بريطانيا جميع الكابلات البحرية الألمانية. أجبر هذا الألمان على استخدام إما خط تلغراف متصل عبر الشبكة البريطانية ويمكن التنصت عليه، أو عبر الراديو الذي يستطيع البريطانيين اعتراضه بعد ذلك. عين الأدميرال الخلفي هنري أوليفر السير ألفريد يوينغ لكي يؤسس خدمة الاعتراض وفك التشفير في الأميرالية، التي أصبحت تعرف بالغرفة 40. نمت خدمة الاعتراض التي عُرفت باسم الخدمة «واي»، جنبًا إلى جنب مع مكتب البريد ومحطات ماركوني بسرعة إلى النقطة التي أصبح فيها من الممكن للبريطانيين اعتراض جميع الرسائل الألمانية الرسمية تقريبًا.
كان الأسطول الألماني معتادًا كل يوم على الإرسال اللاسلكي للموقع الدقيق لكل سفينة وتقديم تقارير منتظمة عن موقعه عندما يكون الأسطول في البحر. كان من الممكن بناء صورة دقيقة للتشغيل العادي لأسطول أعالي البحار، والاستدلال على الطرق التي اختاروها حيث تُوضع حقول الألغام الدفاعية وأين تكون المناطق الآمنة للسفن للعمل. عند رؤية تغيير في النمط الطبيعي، يشير ذلك على الفور إلى أن بعض العمليات كانت على وشك الحدوث ويمكن التحذير منها. توفرت معلومات مفصلة أيضًا حول حركة الغواصات.
طُور استخدام معدات استقبال الراديو لتحديد موقع المرسل بدقة أيضًا خلال الحرب. بدأ الكابتن هنري راوند عمله لماركوني، بإجراء تجارب على معدات تحديد اتجاه أجهزة الراديو للجيش في فرنسا في عام 1915. وبحلول مايو 1915، تمكنت الأميرالية من تعقب الغواصات الألمانية التي تعبر بحر الشمال. عملت بعض هذه المراكز أيضًا كمراكز «واي» لجمع الرسائل الألمانية، ولكن أُنشئ قسم جديد داخل الغرفة 40 لرسم مواقع السفن من التقارير الاتجاهية.
لعبت الغرفة 40 دورًا مهمًا في العديد من الاشتباكات البحرية خلال الحرب، لا سيما في الكشف عن طلعات ألمانية جوية كبرى في بحر الشمال. كان للاعتراضات التي سمحت للبحرية بوضع سفنها في المكان المناسب دور كبير في الانتصار بمعركة دوغر. لعبت الاعتراضات دورًا حيويًا في الاشتباكات البحرية اللاحقة، بما في ذلك في معركة يوتلاند عندما أُرسل الأسطول البريطاني لاعتراضهم. سمحت قدرة تحديد الاتجاه بتتبع وتحديد مواقع السفن والغواصات الألمانية ومناطيد زبلين الألمانية. كان النظام ناجحًا جدًا، لدرجة أنه بحلول نهاية الحرب، اعتُرض أكثر من 80 مليون كلمة، بما في ذلك مجمل الإرسال اللاسلكي الألماني على مدار الحرب، من قبل مشغلي المحطات واي وفُك تشفيرها. ولكن، كان نجاحها المذهل هو فك تشفير برقية زيمرمان، برقية من وزارة الخارجية الألمانية أرسلت عبر واشنطن إلى سفيرها هانريش فون إيكارد في المكسيك.

### الترسيخ ما بعد الحرب
مع ترسيخ تجربة الحرب أهمية الاعتراض وفك التشفير، أنشأت البلدان وكالات دائمة مكرسة لهذه المهمة في فترة ما بين الحربين العالميتين. في عام 1919، أوصت لجنة الخدمة السرية التابعة لمجلس الوزراء البريطاني، برئاسة اللورد كورزون، بضرورة إنشاء وكالة لفك الشفرات في وقت السلم. كانت مدرسة الترميز والتعمية الحكومية (جي سي آند سي إس) أول وكالة لفك الشفرات في وقت السلم، مع مهمة علنية «بتقديم المشورة فيما يتعلق بأمن التشفير والتعمية الإلكترونية التي تستخدمها جميع الإدارات الحكومية والمساعدة في توفيرها»، ولكن أيضًا مع توجيه سري «بدراسة طرق الاتصالات المشفرة التي تستخدمها القوى الأجنبية». تشكلت جي سي آند سي إس رسميًا في 1 نوفمبر 1919، وفكت أول شفرة لها في 19 أكتوبر. بحلول عام 1940، كانت جي سي آند سي إس تعمل على الرسائل الدبلوماسية المشفرة والخاضعة للتعمية ل 26 دولة، مع معالجتها لأكثر من 150 نظام تشفير دبلوماسي.
تأسس مكتب التعمية الأمريكي في عام 1919 وحقق بعض النجاح في مؤتمر واشنطن البحري في عام 1921، من خلال تحليل التعمية من قبل هربرت ياردلي. أغلق وزير الحرب هنري لويس ستيمسون مكتب التعمية الأمريكي عام 1929 بعبارة «السادة المحترمون لا يقرؤون بريد بعضهم البعض».

### الحرب العالمية الثانية
كان لاستخدام استخبارات الإشارات تداعيات أكبر خلال الحرب العالمية الثانية. اندرج الجهد المشترك للاعتراضات وتحليل التعمية لجميع القوات البريطانية في الحرب العالمية الثانية تحت الاسم الرمزي «ألترا»، وكانت العملية تُدار من قبل مدرسة الترميز والتعمية الحكومية في حديقة بلتشلي. كان من المفترض أن تكون تعيمة آلتي إنجما ولورينز الألمانيتان غير قابلة للكسر تقريبًا في حال استخدمت بصورة صحيحة، لكن العيوب في إجراءات التعمية الألمانية، والانضباط الضعيف بين الأفراد الذين يقومون بها، خلقت نقاط ضعف جعلت هجمات فريق بلتشلي ممكنة.
كان عمل فريق بلتشلي ضروريًا لهزيمة غواصات يو بوت في معركة المحيط الأطلسي، وللانتصارات البحرية البريطانية في معركتي كيب ماتابان ورأس الشمال. في عام 1941، كان لألترا تأثيرًا كبيرًا على حملة الصحراء في شمال إفريقيا ضد القوات الألمانية تحت قيادة الجنرال إرفين روميل. كتب الجنرال السير كلود أوكنلك أنه لولا ألترا، «كان روميل بالتأكيد سيصل إلى القاهرة». ظهرت قدرات فك التشفير لألترا بصورة بارزة في قصة عملية سلام، وفي مهمة لازلو الماسي عبر الصحراء وراء خطوط الحلفاء في عام 1942. قبل إنزال النورماندي في يوم النصر في يونيو 1944، كان الحلفاء يعرفون مواقع جميع فرق ألمانيا الغربية الثمانية والخمسين باستثناء اثنتين.